# Camenta innocua
Camenta innocua är en skalbaggsart som beskrevs av Karl Henrik Boheman 1857. Camenta innocua ingår i släktet Camenta och familjen Melolonthidae. Inga underarter finns listade.